# Verbandsgemeinde Konz

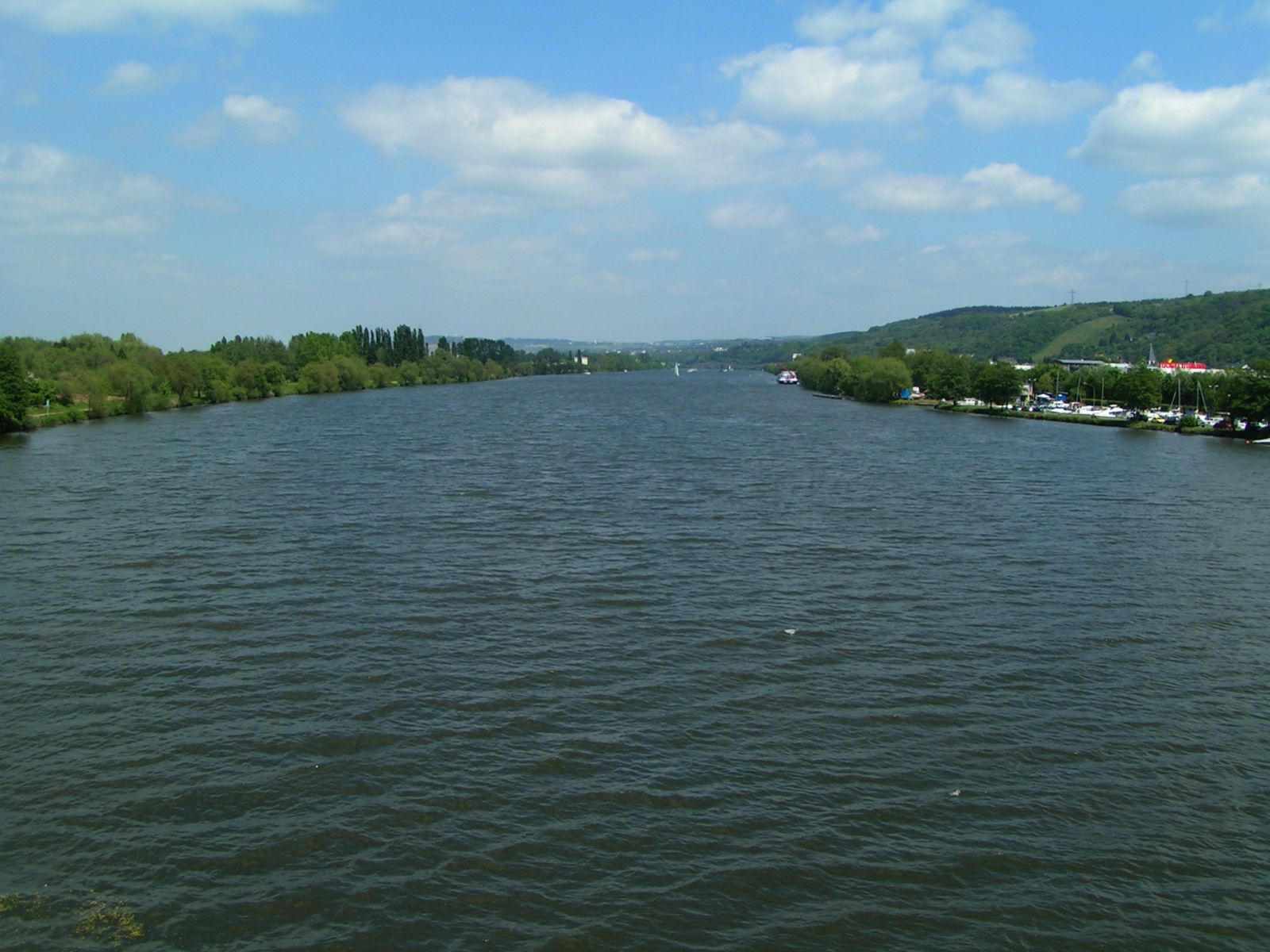
Die Mosel bei Konz

Die Verbandsgemeinde Konz ist ein Zusammenschluss von zwölf Ortsgemeinden und liegt im rheinland-pfälzischen Landkreis Trier-Saarburg. Der Verwaltungssitz ist in der Stadt Konz, gelegen am Zusammenfluss von Saar und Mosel.

## Geographie
Das Gebiet der Verbandsgemeinde liegt hauptsächlich im Bereich der unteren Saar und der Obermosel und grenzt im Nordosten an die kreisfreie Stadt Trier und im Westen an das Großherzogtum Luxemburg.

### Verbandsangehörige Gemeinden
Die Auflistung enthält die Wappen, die Gemeindenamen, die Gemarkungsflächen, beispielhaft die Einwohnerzahlen von 1950 sowie die aktuellen Einwohnerzahlen. Alle Spalten sind sortierbar.
| Wappen und Gemeindename | Fläche (km²) | Einwohner (1950) | Einwohner (31. Dezember 2024) |
| ----------------------- | ------------ | ---------------- | ----------------------------- |
| Kanzem                  | 4,29         | 481              | 624                           |
| Konz, Stadt             | 44,54        | 10.047           | 18.121                        |
| Nittel                  | 16,98        | 1.476            | 2.504                         |
| Oberbillig              | 5,36         | 701              | 969                           |
| Onsdorf                 | 3,42         | 214              | 140                           |
| Pellingen               | 7,21         | 515              | 1.233                         |
| Tawern                  | 10,08        | 1.584            | 2.653                         |
| Temmels                 | 6,62         | 579              | 767                           |
| Wasserliesch            | 7,59         | 1.521            | 2.220                         |
| Wawern                  | 5,27         | 458              | 629                           |
| Wellen                  | 3,09         | 683              | 814                           |
| Wiltingen               | 16,01        | 1.340            | 1.356                         |
| VG Konz                 | 130,20       | 19.599           | 32.030                        |

## Einwohnerentwicklung
Die Entwicklung der Einwohnerzahl bezogen auf das Gebiet der heutigen Verbandsgemeinde Konz; die Werte von 1871 bis 1987 beruhen auf Volkszählungen:
| Verbandsgemeinde Konz: Einwohnerzahlen von 1815 bis 2023 | Verbandsgemeinde Konz: Einwohnerzahlen von 1815 bis 2023 | Verbandsgemeinde Konz: Einwohnerzahlen von 1815 bis 2023 | Verbandsgemeinde Konz: Einwohnerzahlen von 1815 bis 2023 | Verbandsgemeinde Konz: Einwohnerzahlen von 1815 bis 2023 |
| -------------------------------------------------------- | -------------------------------------------------------- | -------------------------------------------------------- | -------------------------------------------------------- | -------------------------------------------------------- |
| Jahr                                                     |                                                          |                                                          |                                                          | Einwohner                                                |
| 1815                                                     | 1815                                                     |                                                          | 6.323                                                    | 6.323                                                    |
| 1835                                                     | 1835                                                     |                                                          | 9.025                                                    | 9.025                                                    |
| 1871                                                     | 1871                                                     |                                                          | 10.625                                                   | 10.625                                                   |
| 1905                                                     | 1905                                                     |                                                          | 17.032                                                   | 17.032                                                   |
| 1939                                                     | 1939                                                     |                                                          | 20.414                                                   | 20.414                                                   |
| 1950                                                     | 1950                                                     |                                                          | 19.599                                                   | 19.599                                                   |
| 1961                                                     | 1961                                                     |                                                          | 21.400                                                   | 21.400                                                   |
| 1970                                                     | 1970                                                     |                                                          | 23.567                                                   | 23.567                                                   |
| 1987                                                     | 1987                                                     |                                                          | 26.423                                                   | 26.423                                                   |
| 1997                                                     | 1997                                                     |                                                          | 29.039                                                   | 29.039                                                   |
| 2005                                                     | 2005                                                     |                                                          | 30.481                                                   | 30.481                                                   |
| 2023                                                     | 2023                                                     |                                                          | 32.801                                                   | 32.801                                                   |
|                                                          |                                                          |                                                          |                                                          |                                                          |

## Politik

### Verbandsgemeinderat
Der Verbandsgemeinderat besteht aus 40 ehrenamtlichen Ratsmitgliedern, die bei der Kommunalwahl am 9. Juni 2024 in einer personalisierten Verhältniswahl gewählt wurden, und dem Vorsitzenden.
Die Sitzverteilung:
| Wahl | SPD | CDU | Grüne | AfD | FDP | Linke | FWG | Gesamt   |
| ---- | --- | --- | ----- | --- | --- | ----- | --- | -------- |
| 2024 | 8   | 15  | 4     | –   | 3   | 1     | 9   | 40 Sitze |
| 2019 | 8   | 15  | 7     | 1   | 2   | 1     | 6   | 40 Sitze |
| 2014 | 10  | 16  | 4     | –   | 2   | –     | 8   | 40 Sitze |
| 2009 | 10  | 16  | 4     | –   | 3   | –     | 7   | 40 Sitze |
| 2004 | 10  | 19  | 3     | –   | 2   | –     | 6   | 40 Sitze |

- FWG = Freie Wählergemeinschaft Verbandsgemeinde Konz e. V.

### Bürgermeister
- bis 1975: Michael Kutscheid (CDU)
- 1975 bis 1992: Hermann Hendricks (CDU)
- 1992 bis 2008: Winfried Manns (CDU), Verbandsdirektor des Gemeinde- und Städtebundes Rheinland-Pfalz
- 2008 bis 2017: Karl-Heinz Frieden (CDU)
- seit 2018: Joachim Weber (CDU)

Bei der Direktwahl am 24. September 2017 wurde Weber mit einem Stimmenanteil von 55,65 % in das neue Amt gewählt.

### Wappen
Das Wappen der Verbandsgemeinde Konz zeigt in Weiß einen heraldisch stilisierten grünen Baum mit 5 Zweigen, die in je 5 runden Blättern endigen, mit grün-weiß gestücktem Schildbord.
Das Wappenbild ist dem Siegel eines Herrn Jakob von Cons entnommen, das an einer Urkunde vom Jahre 1228 im Staatsarchiv Koblenz, Abt. 1 D (Domkapitel) hängt.